# Kračali

Kračali je naselje v Občini Sodražica. Naselje spada pod krajevno skupnost Gora.
- Kračali